# Жизнь Бенвенуто Челлини
«Жизнь» (итал. Vita; в русском переводе Лозинского — «Жизнь Бенвенуто, сына маэстро Джованни Челлини, флорентийца, написанная им самим во Флоренции») — автобиографический роман итальянского скульптора, ювелира и писателя Бенвенуто Челлини.

## История создания
Книга «Жизнь Бенвенуто, сына маэстро Джованни Челлини, флорентийца, написанная им самим во Флоренции» является одним из самых замечательных произведений литературы XVI в. Бенвенуто Челлини начал писать автобиографию в 1558 году, однако большинство её страниц написаны рукой 14-летнего мальчика, секретаря Челлини, и ещё несколько — иной рукой. Хроника доходит до 1562 года. В XVIII веке после разнообразных приключений рукопись пропала. В 1805 году она была найдена в одной из книжных лавок во Флоренции и передана в библиотеку Лауренциана, где находится и по сей день. Первое печатное издание появилось в Неаполе в 1728 году.
Жизнь Бенвенуто Челлини написана в той литературной манере, которую можно назвать популярной, и этим отличается от таких произведений, как «Исповедь» Блаженного Августина или «Исповедь» Жан-Жака Руссо. На страницах книги Бенвенуто Челлини не высказал никаких новых идей; он описал свои приключения, мысли и чувства с откровенностью, нехарактерной для жанра автобиографии предшествующего времени, и сделал это богатым разговорным языком, который очень убедительно передаёт ход мысли и переживания человека.

## Культурное влияние
Мемуары Бенвенуто Челлини вдохновили Александра Дюма — старшего на создание романа «Асканио», в котором описан период жизни Бенвенуто Челлини во Франции; в сюжет произведения автором искусно вплетена история любви подмастерья Асканио к дочке парижского прево — Коломбе.
В 1838 году в Париже состоялась премьера оперы французского композитора Гектора Берлиоза «Бенвенуто Челлини» на либретто Леона де Вайи и Огюста Барбье по мотивам той же автобиографии знаменитого художника и писателя; вторая редакция оперы была представлена публике в 1852 году в Веймаре. В 1877 году в Генуе была поставлена одноимённая опера итальянского композитора Эмилио Боццано на либретто Джузеппе Перозио, написанное по той же «Жизни Бенвенуто Челлини…»
В 1945 году испанский художник-сюрреалист Сальвадор Дали выполнил набор иллюстраций акварелью и чернилами к книге (исп. ilustraciones de la Autografía de Bevenuto Cellini, ныне хранятся в Театре-музее Дали в Фигерасе).

## Немецкий перевод
Авторский перевод на немецкий язык (de:Leben des Benvenuto Cellini) выполнил Гёте.

## Русский перевод
Первые русские переводы были сделаны в XIX веке, не с оригинала, а с французского перевода:
- Жизнь Бенвенуто Челлини, им самим рассказанная : в 2 т. / Пер. В. И. Штейна. — СПб. : М. М. Ледерле, 1897. — Т. 1 : Книги I—IV. — 337 с. — (Моя библиотека).
- Жизнь Бенвенуто Челлини, им самим рассказанная : в 2 т. / Пер. В. И. Штейна. — СПб. : М. М. Ледерле, 1897. — Т. 2 : Книги V—VIII. — 272 с. — (Моя библиотека).

Впервые с итальянского языка книгу перевёл Михаил Лозинский:
- Жизнь Бенвенуто, сына маэстро Джованни Челлини, флорентинца, написанная им самим во Флоренции / Пер., примеч. и послесл. М. Л. Лозинского ; вступ. ст. А. К. Дживелегова. — М. : Academia, 1931. — 736 с. — (Памятники художественного и общественного быта).

В дальнейшем перевод Лозинского неоднократно переиздавался (1958, 1987 и т. д.).